# Tereza Bábíčková
Tereza Bábíčková (Vracov, 26 maart 2003) is een Tsjechisch autocoureur.

## Carrière
Bábíčková was vanaf driejarige leeftijd actief als gymnast. Op zesjarige leeftijd maakte zij haar autosportdebuut in het karting, waarna zij de gymnastiek achter zich liet. In 2014 maakte zij haar internationale debuut in de 60 Mini-klasse van de WSK Final Cup, waarin zij op plaats 24 eindigde. In 2016 behaalde zij haar beste resultaat in de karts, toen zij derde werd in de Easy 100-klasse van de Easykart International Grand Finals. In 2019 werd zij achtste in de Senior ROK-klasse van de ROK Cup Superfinal. In 2020 nam zij deel aan zowel het Europees kampioenschap als het wereldkampioenschap. In 2021 werd zij vierde in de Senior-klasse van de Rotax Max Challenge Grand Finals; zij won oorspronkelijk de finalerace, maar na een aantal straffen die zij kreeg omdat zij niet goed op haar gridpositie stond en omdat haar kart na een botsing met een andere deelnemer niet meer in orde was, werd zij als vierde geklasseerd.
In 2022 maakte Bábíčková de overstap naar het formuleracing. In de winter werd zij, samen met veertien andere potentiële deelnemers, uitgenodigd voor een test van de W Series in Arizona. Later werd zij uitgekozen voor een tweede test op het Circuit de Barcelona-Catalunya, voordat zij door de organisatie werd geselecteerd om aan het volledige W Series-seizoen deel te nemen.